# Ридер, Джордж
Джордж Ри́дер (англ. George Reader; 22 ноября 1896, Нанитон, Уорикшир — 13 июля 1978, Саутгемптон, Гэмпшир) — английский футболист, затем футбольный судья. Арбитр ФИФА с 1944 года.
Судья решающего матча чемпионата мира 1950 года между сборными Уругвая и Бразилии (2:1). Самый возрастной судья в истории чемпионатов мира.

## Карьера футболиста
Джордж Ридер во время своей карьеры игрока выступал за клубы: «Эксетер Сити», «Саутгемптон», «Харленд энд Вулф» и «Каус Спортс». Карьеру закончил в 1930 году.

## Карьера судьи
Ридер был по профессии учителем. Карьеру футбольного арбитра начал в 1936 году. Изначально был лайнсменом. В 1939 году отсудил первый матч Английской футбольной лиги. Во время Второй мировой войны обслуживал матчи Военного кубка Футбольной лиги. В 1944 году он отошёл от судейства, вновь вернулся в профессию в 1948 году. В 1948 году он был судьёй футбольного турнира в рамках Олимпийских игр 1948 года в Лондоне.
В 1950 году Джордж Ридер отсудил три матча на чемпионате мира в Бразилии. Это игры группового этапа: 24 июня — Бразилия и Мексика (4:0), 2 июля — Уругвай а Боливия (8:0).
16 июля 1950 года на стадионе Маракана в Рио-де-Жанейро, в присутствии более 199 000 человек, он отсудил решающий матч турнира между сборными Уругвая и Бразилии (2:1). На момент проведения матча судье было 53 года, 6 месяцев и 25 дней, что делает его самым возрастным арбитром судившим матч финальной стадии Чемпионатов мира по футболу.
Последний международный матч в своей карьере Ридер провёл 14 апреля 1956 года в Лиссабоне это была игра между сборными Португалии и Франции (2:1).
Джордж Ридер умер 13 июля 1978 года в Саутгемптоне, в возрасте 81 года.